# Alexandre Beider
Alexandre Beider, né en 1963 à Moscou, est un linguiste, auteur de dictionnaires dans le domaine des études des noms juifs (onomastique juive) et de l'ouvrage de référence sur l'histoire de la langue yiddish, « L'origine des dialectes yiddish »,.

## Biographie
Après des études à l'Institut de physique et de technologie de Moscou et une thèse dans le domaine des mathématiques appliquées, Alexandre Beider s'est intéressé aux origines des noms propres. Il est l'auteur de plusieurs ouvrages sur les origines des noms et des prénoms des juifs ashkénazes, ainsi que sur l'histoire de la langue yiddish.
Il vit en France avec sa famille depuis 1990. En 1999 il a soutenu, sous la direction de Gérard Nahon, une thèse à l'École pratique des hautes études intitulée Les prénoms des juifs ashkénazes : histoire et migrations (XIe-XIXe siècle).
Dans son ouvrage Origin of Yiddish Dialects, Beider veut démontrer que le yiddish actuel est issu de deux sources, le yiddish occidental, lui-même venu de l'allemand occidental parlé surtout en Franconie et plus secondairement du vieux français et du yiddish oriental, lui-même venu de l'allemand oriental parlé en Bohême et plus secondairement du vieux tchèque, ces deux branches empruntant le même fond hébraïque. Ces deux branches du yiddish ne remonteraient pas plus haut que le XVe siècle et le proto-yiddish n'aurait jamais existé. Il considère les apports khazars ou turcs comme négligeables ou absents. Il s'oppose totalement à Paul Wexler (en),,.

## Œuvres principales
- A Dictionary of Jewish Surnames from Italy, France and "Portuguese" Communities, New Haven, CN: Avotaynu, 2019
- A Dictionary of Jewish Surnames from Maghreb, Gibraltar, and Malta, New Haven, CN: Avotaynu, 2017
- « Origins of Yiddish Dialects », Oxford: Oxford University Press, 2015
- « Beider-Morse Phonetic Matching: An Alternative to Soundex with Fewer False Hits », avec Stephen Morse, dans Avotaynu Magazine, 2008
- « Scientific Approach to Etymology of Surnames », dans Names: A Journal of Onomastics 53: 79-126, 2005
- « The Birth of Yiddish and the Paradigm of the Rhenish Origin of Ashkenazic Jews » dans Revue des études juives 163/1-2: 193-244, 2004
- A Dictionary of Jewish Surnames from Galicia, Bergenfield, NJ: Avotaynu, 2004
- A Dictionary of Ashkenazic Given Names: Their Origins, Structure, Pronunciation, and Migrations, Bergenfield, NJ: Avotaynu, 2001
- A Dictionary of Jewish Surnames from the Kingdom of Poland, Teaneck, NJ: Avotaynu, 1996 Best Judaica Reference Book Award pour 1996Jewish Surnames from Prague (15th-18th centuries), Teaneck, NJ: Avotaynu, 1995
- A Dictionary of Jewish Surnames from the Russian Empire, Teaneck, NJ: Avotaynu, 1993, 2008
- (en) Alexandre Beider, « Surnames of “Portuguese” Jews as a Tool for Analyzing Basic Aspects of Their History », The International Review of Genealogy, no 31,‎ printemps 2019 (lire en ligne)